# Liste der Universitäten in Bukarest

Dies ist eine Liste der Universitäten in Bukarest:

## Universitäten

### Staatliche Universitäten
- Universität Bukarest
- Universität für Architektur und Stadtplanung Ion Mincu
- Universitatea de Științe Agronomice și Medicină Veterinară din București (Universität für Agrarwissenschaften und Veterinärmedizin)
- Medizinische und Pharmazeutische Universität Carol Davila
- Nationale Verteidigungsuniversität Carol I Bukarest
- Nationale Universität der Künste Bukarest (vormals: Kunstakademie Bukarest)
- Nationale Musikuniversität Bukarest (vormals: Musikakademie Bukarest)
- Nationaluniversität der Theater- und Filmkunst „Ion Luca Caragiale“ Bukarest (vormals: Akademie für Theater und Film Ion Luca Caragiale)
- Polytechnische Universität Bukarest
- Nationaluniversität für Leibeserziehung und Sport (UNEFS)
- Nationale Hochschule für Politik- und Verwaltungswissenschaften (SNSPA)
- Technische Universität für Bauwesen Bukarest
- Technische Militärakademie Bukarest
- Akademie für höhere Militärstudien Bukarest
- Politikakademie Alexandru Ioan Cuza Bukarest
- Wirtschaftsakademie Bukarest

### Private Universitäten
- Baptistisches Theologisches Institut Bukarest
- Römisch-Katholisches Theologisches Institut Bukarest
- Christliche Universität Dmitrie Cantemir
- Universität Artifex
- Ökologische Universität Bukarest (UEB)[1]
- Rumänisch-Amerikanische Universität (URA/RAU)[2]
- Rumänisch-Britische Universität Bukarest
- Universität Nicolae Titulescu Bukarest
- Universität Titu Maiorescu
- Universität pro Humanitas
- Universität Spiru Haret
- Rumänische Universität der Wissenschaften und Künste Gheorghe Cristea Bukarest

## Sonstige Hochschulen
- Diplomatenakademie Bukarest
- Polizeiakademie Alexandru Ioan Cuza
- Veterinärmedizinische Akademie Bukarest
- Militärmedizinisches Institut Bukarest
- Otopeni-Institut für Staatssicherheit